# روان كارول
روان كارول (بالإنجليزية: Rowan Carroll)‏ هي مجدفة بريطانية، ولدت في 3 نوفمبر 1970 في لندن في المملكة المتحدة.

## وصلات خارجية
- روان كارول على موقع الاتحاد الدولي للتجديف (الإنجليزية)
- روان كارول على موقع اللجنة الأولمبية الدولية (الإنجليزية)
- روان كارول على موقع أوليمبيديا (الإنجليزية)